# Мітчел Вілсон
Мі́тчел Ві́лсон (англ. Mitchell Wilson; 17 липня 1913, Нью-Йорк — 25 лютого 1973, Нью-Йорк) — американський письменник, фізик.

## Життєпис
Перш ніж стати письменником, Вілсон був науковцем та викладачем фізики на університетському рівні. 
Закінчивши Колумбійський університет під керівництвом Ісидора Рабі, з 1939 року співпрацював в якості асистента з Енріко Фермі, який в той час працював в університеті. З 1945 року повністю присвятив себе літературній кар'єрі.
Вілсон починав з гостросюжетних книг. На початку письменницької кар'єри він створив у співавторстві з Абрахамом Полонски роман «Гусак приготован» (The Goose is Cooked, написаний в 1940, виданий в 1942) під загальним псевдонімом Еметт Хогарт (Emmett Hogarth). По одному з його романів ( «None so blind» ) знято фільм «Жінка на березі» Жана Ренуара (1947). Однак найбільш відомі і значні його романи пов'язані з темою науки і життя вчених — перш за все, це книги «Живи з блискавкою» (Live with Lightning, 1949), «Зустріч на далекому меридіані» (Meeting at a far meridian, 1961) і «Брат мій, ворог мій» (My Brother, My Enemy, 1952). В останньому романі герої працюють над винаходом телебачення — з одним з головних його винахідників, Володимиром Зворикіним, Вілсон був близько знайомий. Тема відповідальності вченого за свої винаходи і їх подальшу долю і тонкий психологічний аналіз внутрішнього світу людини науки зробили ці книги Вілсона популярними в США і особливо в Радянському Союзі 1950-70-х років..
Серед робіт Вілсона також ряд науково — популярних і біографічних книг — «Людське тіло» («The human body: what it is and how it works»), «Американські вчені і винахідники» (American Science and Invention, a Pictorial History, 1954) — стала стандартним біографічним довідником), «Енергія» (Energy, 1963), «Пристрасть до знання» (Passion to Know, 1972) . В останній книзі Вілсон досліджує і порівнює роботу вчених в суспільствах різного типу; автор, який володів російською мовою, для її створення проінтерв'ював кількох відомих радянських вчених. Книги Мітчела Вілсона видавалися в перекладах на багатьох мовах світу, від ісландської до в'єтнамської.

## Особисте життя
Був одружений першим шлюбом на Хелен Вайнберг Вілсон, лікарю за фахом (двоє дочок: Еріка Сильверман і Вікторія Вілсон). Після розлучення, одружився зі Стеллою Адлер, відомою актрисою і театральним педагогом.

## Цікаві факти
- Роман «Живи з блискавкою» (англ. Live with Lightning) було тричі видано у Радянському Союзі (у 1952, 1953 і 1959 роках) під назвою «Життя в імлі» [Архівовано 9 серпня 2020 у Wayback Machine.]. У 1976 році роман був перевиданий російською мовою під ближчим до оригіналу назвою. Уривки з цього роману використані в радянських підручниках англійської мови для технічних вузів.
- У романі «Брат мій, ворог мій» Мітчел Вілсон використовував щоденники Б. П. Грабовського, який перший в світі зміг у 1928 році продемонструвати передачу рухомого зображення за допомогою повністю електронної системи телебачення.

## Твори
- The Goose is Cooked, 1942 (у співавторстві з Абрахамом Полонски під спільним псевдонімом Emmett Hogarth)
- …Stalk the hunter, 1943
- None so blind, 1945
- The panic-stricken, 1946
- Live with lightning, 1949
- The Kimballs, 1950
- My Brother, My Enemy, 1952
- American Science and invention, a pictorial history, 1954
- The Lovers, 1954
- The Human Body, 1959
- Meeting at a far meridian, 1961
- The body in action, 1962
- Energy, 1963
- The huntress, 1966
- Seesaws to cosmic rays, 1967
- Passion to know: the world’s scientists, 1972